# Salazie
Salazie è un comune francese di 7 482 abitanti situato nel dipartimento d'oltre mare di Réunion.

## Storia

### Simboli
Lo stemma è stato adottato l'8 dicembre 1966.